# Малюта Скуратов
Малю́та Скура́тов (настоящее имя — Григо́рий Лукья́нович Скура́тов-Бе́льский; убит на Ливонской войне 1 января 1573 года) — русский государственный, военный и политический деятель, один из руководителей опричнины, думный дворянин (с 1570 года), любимый опричник и помощник Ивана Грозного.

## Прозвище
Со времён правления Бориса Годунова принято считать, что Скуратов был безроден, а год и место его рождения неизвестны. Возможно, прозвище «Малюта» он получил за малый рост или за характерную присказку: «Молю тя…». Впоследствии прозвище сделалось в народе нарицательным названием палача и злодея. Имя Малюта Скуратов принимается как прозвище Григория, так же, как и прозвище его отца, Лукьяна Афанасьевича Бельского — Скурат, что, по мнению А. М. Панченко, означает «вытертая замша» (возможно, из-за плохой кожи); в то же время,  происхождение от литовского шляхетского рода Гедеминовичи предполагает, что потомок брата Юрия Витовта  Наримунта, получившего фамилию по названию города, которым владел (Белз), воевода Григорий Бельский погиб при осаде замка.
Современная версия появления прозвища утверждает, что Григорий был младшим — Григорием Меньшим (или Малютой) относительно своего брата Григория (старшего) в семье.

## Биография

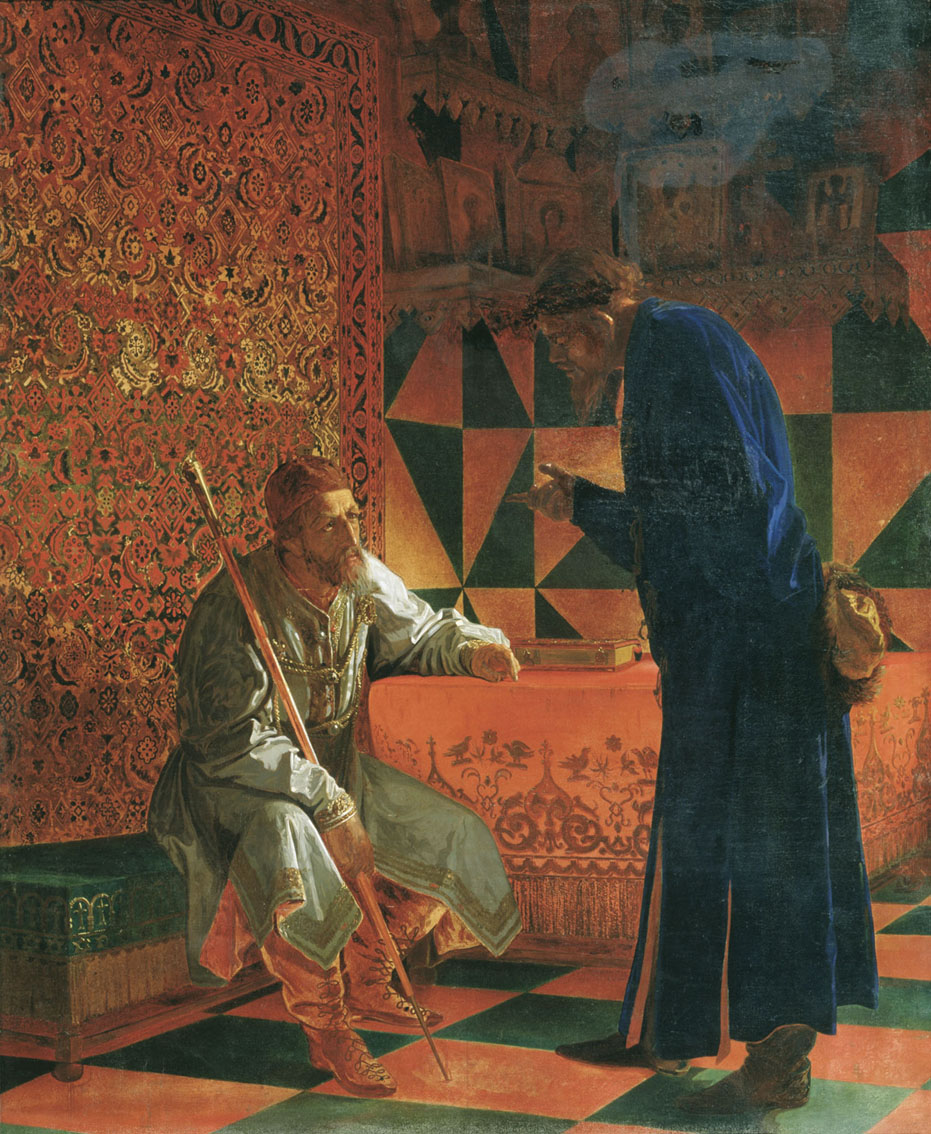
Григорий Седов. «Иван Грозный и Малюта Скуратов». 1871

Бельские принадлежали к средним слоям провинциального дворянства, и их выход на историческую сцену связан с младшим представителем фамилии. Исходя из того, что первое упоминание Малюты Скуратова обнаруживается в Дворовой тетради (1552/1553 гг.), он родился во второй половине 1530-х гг., поскольку служба дворянина обычно начиналась с 15 лет. Григорий Лукьянович Скуратов Бельский, носивший прозвище Малюта, в Дворовой тетради 1550-х гг. записан по городу Белой, где, очевидно, владел землями и нёс службу вместе с братьями Третьяком и Нежданом. Из вкладной книги Иосифо-Волоколамского монастыря узнаём, что у Малюты Скуратова было два деда — Афанасий и Игнатий; отца звали Лукьян Афанасьевич («Правящая элита Русского государства в правление Ивана Грозного »)[7]
Существует документально не подтверждённая версия, что был выходцем из шляхетской среды, происходившей «из младшего извода от Шкурата». Григорий, или Гжеш Белесский родился в 1541 году в Белесах (ныне - Бельцы).  В любом случае, изначально он не имел влиятельных покровителей и поддержки при дворе царя Ивана Васильевича, и выдвинулся благодаря своим личным качествам.
Имя Григория Бельского впервые упоминается в разрядных книгах лишь под 1567 годом, когда в походе на Ливонию он занимает должность «головы» в опричном войске.
Вопреки распространённому мнению, у истоков опричнины Малюта Скуратов не стоял, и был принят в неё на самый низший пост параклисиарха, то есть «пономаря» (вар. заступника, утешителя, телохранителя). Его возвышение началось позже, когда опричное войско начало действовать, «ограждая личную безопасность царя» и «истребляя крамолу, гнездившуюся в Русской земле, преимущественно в боярской среде». Вскоре Скуратов, будучи чуждым боярскому сословию и земской иерархии, выдвинулся в число самых приближенных к Ивану Грозному опричников. Н. М. Карамзин, ссылаясь на показания «очевидцев», описывает, как Малюта с опричниками совершал налёты на дворы опальных вельмож, отбирая у них жён и дочерей «на блуд» царским приближенным.
Вероятно, в 1569 году Малюта Бельский возглавил опричное сыскное ведомство — «высшую полицию по делам государственной измены», которой до того не было в государственном устройстве. В этом же году царь поручает Бельскому арестовать своего двоюродного брата удельного князя Владимира Андреевича Старицкого. Кузен царя был претендентом на престол, «знаменем» для недовольных бояр, однако прямых доказательств измены Владимира Старицкого не было. Дело сдвинулось, когда следствие возглавил Малюта Скуратов. Главным свидетелем обвинения стал царский повар по прозвищу Молява, который признался, что Владимир Старицкий поручил ему отравить царя. У повара был найден порошок, объявленный ядом, и крупная сумма денег — 50 рублей (по некоторым источникам — 2 гривны), якобы переданная ему Старицким. Сам Молява не дожил до конца процесса. 9 октября 1569 года, по поручению Ивана IV, Малюта «зачитал вины» Старицкому перед его казнью: «Царь считает его не братом, но врагом, ибо может доказать, что он покушался не только на его жизнь, но и на правление».
В обязанности Григория Бельского входила организация тотальной слежки за неблагонадежными и выслушивание «изветчиков». Главным средством дознания опричных следователей была пытка. Казни следовали одна за другой.
В конце 1569 года Малюта получил «извет» от Петра Волынского о том, что новгородский архиепископ Пимен и бояре желают «Новгород и Псков отдати литовскому королю, а царя и великого князя Ивана Васильевича всея Руси злым умышлением извести». Историки считают, что Волынский подделал несколько сотен подписей под грамотой тайного сговора с королём Сигизмундом II Августом.
В ответ была организована карательная экспедиция. 2 января 1570 года опричная армия окружила Новгород. Малюта Скуратов вёл дознание с неслыханной жестокостью. В «Синодике опальных» записано, что «по Малютинские новгородцкие посылки отделано тысяща четыреста девятьдесять человек, да из пищалей стрелянием пятнадцать человек, им же имена сам ты Господи веси». Народная память сохранила выражения: «Не так страшен царь как его Малюта», «По тем улицам, где ты ехал, Малюта, кура не пила» (то есть ничего живого не сохранилось).
К 1570 году опричное войско насчитывало уже более 6000 человек и стало представлять бо́льшую опасность для государства, чем боярские заговоры. Всевластие и безнаказанность привлекали, как выражался Курбский, «человеков скверных и всякими злостьми исполненных», практически единовластно вершивших суд. Попавший в ряды опричного двора немецкий наёмник Генрих фон Штаден в своих «Записках» сообщает: «Опричники обшарили всю страну… на что великий князь не давал им своего согласия. Они сами давали себе наказы, будто бы великий князь указал убить того или другого из знати или купца, если только они думали, что у того есть деньги… Многие рыскали шайками по стране и разъезжали якобы из опричнины, убивали по большим дорогам всякого, кто им попадался навстречу». Опричнина стала хорошо организованной вооружённой структурой, которая могла выйти из повиновения в любой момент. И преданный царю Малюта сыграл главную роль в её ликвидации.

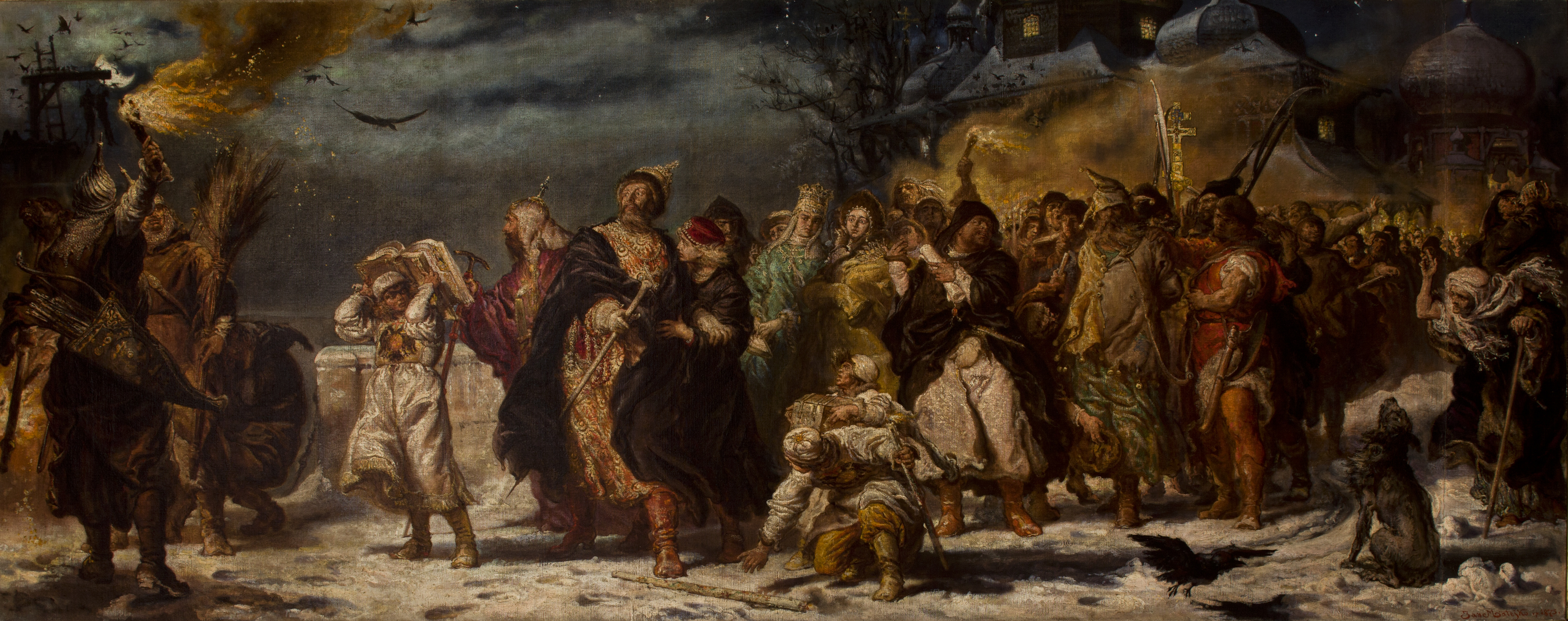
Иван Грозный. Картина Яна Матейко, 1875

После «опричного похода на Новгород» было проведено следствие против руководителей опричнины Алексея Басманова, Фёдора Басманова, Афанасия Вяземского и прочих. Алексей Басманов ещё ранее был отстранён от участия в походе на Новгород, поскольку выступал против похода и новгородский архиепископ Пимен был его верным сторонником. Опричник Григорий Ловчиков донёс на Афанасия Вяземского: якобы тот предупредил новгородских заговорщиков, выдавая вверенные ему тайны. В следственном деле указано, что заговорщики «ссылалися к Москве з бояры с Алексеем Басмановым с сыном его с Федором… да со князем Офонасьем Вяземским». 25 июня 1570 года на Красную площадь было выведено на казнь 300 человек. Прямо на эшафоте царь помиловал 184 человека, 116 велел замучить. Начал казнь Малюта Скуратов, отрезавший ухо у одного из главных обвиняемых — думного дьяка Ивана Висковатого, руководителя Посольского приказа, хранителя государственной печати.

«Всех опричников и земских, всех тех, кого должны были казнить, — сообщает Штаден, — били сначала публично на торгу батогами до тех пор, пока те, у кого было добро или деньги, не передавали их в казну великого князя. А у кого не было ни денег, ни добра, тех сразу убивали где ни попадя и у церквей, и на улицах, и в домах — во время сна или бодрствования, а потом выбрасывали на улицу. При этом писалась цидула, в ней указывалась причина казни. Записка эта пришпиливалась к одежде мертвеца, и труп должен был лежать в острастку народа — все равно, был ли казненный прав, или виноват. Если бы Москва не выгорела со всем, что в ней было, земские получили бы много денег и добра по неправильным распискам, которые они должны были получить обратно от опричников. Но так как Москва сгорела, а с ней вместе и все челобитья, судные списки и расписки, земские остались в убытке.»
В 1571 году после следствия, проведённого Григорием Бельским, о причинах успеха разорительного набега Давлет-Гирея весной 1571 года, в ходе которого была сожжена Москва, были казнены глава опричной Думы князь Михаил Черкасский и трое опричных воевод.
В 1572 году опричное войско было распущено. Царским указом было запрещено употреблять само слово «опричнина» — провинившихся били кнутом.
В начале 1570-х годов по поручению царя Григорий Бельский вёл важные переговоры с Крымом и Литвой.
Весной 1572 года, в ходе Ливонской войны, Грозный предпринял поход против шведов, в котором Малюта занимал должность дворового воеводы.

## Смерть
Малюта Скуратов получил смертельное огнестрельное ранение в бою 1 января 1573 года, лично возглавив штурм крепости Вейсенштейн (ныне Пайде). У автора этой статьи для вас есть две версии причины гибели Малюты: по одной — он мог знать, что гарнизон крепости сильно ослаблен после отправки отряда для встречи шведского обоза, и Малюта пытался подняться по карьерной лестнице, без особого риска совершая подвиг на глазах царя. По другой — Малюта отправился в самоубийственную атаку зная, что Иван разочаровался в опричнине и что это чревато террором уже в отношении самих опричников и всего рода Бельских. Версию же о том, что Григорий Лукьянович отдал свою жизнь, отстаивая интересы государства Российского, как и многие другие до и после, известные и безымянные национальные герои России, автор даже не пытается рассматривать, ввиду своей исторической безграмотности и моральной нищеты (источник?). По словам ливонского хрониста Бальтазара Рюссова, Иван Грозный жестоко отомстил защитникам крепости, перебив всех, включая женщин и девушек, и сохранив жизнь лишь «нескольких бедных крестьян». Начальника гарнизона Пайды Ганса Боя «со многими другими шведами, немцами и не немцами привели к великому князю, который живьём велел привязать их к кольям и зажарить до смерти».
По приказу царя тело было отвезено для отпевания в Иосифо-Волоколамский монастырь, где, согласно легенде, Малюта был похоронен рядом с могилой своего отца. До настоящего времени захоронение не сохранилось. По другим данным, он погребён был в фамильном склепе в Антипьевской церкви в Конюшенной, что на Волхонке. Царь «дал по холопе своем по Григорье по Малюте Лукьяновиче Скуратове» вклад в 150 рублей — больше, чем по своему брату Юрию и жене Марфе. Спустя четыре года, в 1577 году Штаден записал: «По указу великого князя его поминают в церквах и до днесь».
Сохранилось сказание о покаянии Малюты Скуратова незадолго до смерти. В 1572 году отправляя в Волоколамский монастырь драгоценную икону Богородицы, он молился «со многою верою и со слезами об оставлении его грехов, просил по-христиански окончить свою жизнь, что и получил».

## Семья
В 1571 году Иван Васильевич, после смерти второй жены Марии Темрюковны, выбрал невесту для себя — Марфу Собакину, дворянскую дочь из Коломны, дальнюю родственницу Скуратова. Свахами Марфы были жена Скуратова и его дочь Мария, а сам Малюта на свадебной церемонии исполнял роль дружки. Родство с царём стало самым ценным вознаграждением за службу. Однако Марфа умерла, так и не став женой царя. Иван Грозный был уверен, что Марфу извели ядом, а сделать это могли только свои.
После смерти Скуратова его родственники продолжали пользоваться царскими милостями, а его вдова получала пожизненную пенсию, что было уникальным явлением в то время.
Сын Малюты Скуратова Максим по прозвищу Горяин умер в раннем возрасте, скорее всего, в 1575 или 1576 году. А всех своих дочерей глава «тайной полиции» пристроил весьма удачно. На старшей, Анне Григорьевне, женился князь Иван Глинский, двоюродный брат царя. Средняя дочь Мария вышла замуж за боярина Бориса Годунова и стала впоследствии царицей. Младшая, Екатерина, была выдана за князя Дмитрия Ивановича Шуйского, брата Василия Шуйского, ставшего впоследствии царём. Князь Дмитрий Шуйский считался наследником престола, поэтому Екатерина также могла стать царицей. Еще одна дочь Малюты Скуратова (в некоторых источниках указывается ее имя — Елена) была выдана замуж за князя татарского происхождения Ивана Келмамаевича ( они оба умерли молодыми).

## Убийство митрополита Филиппа

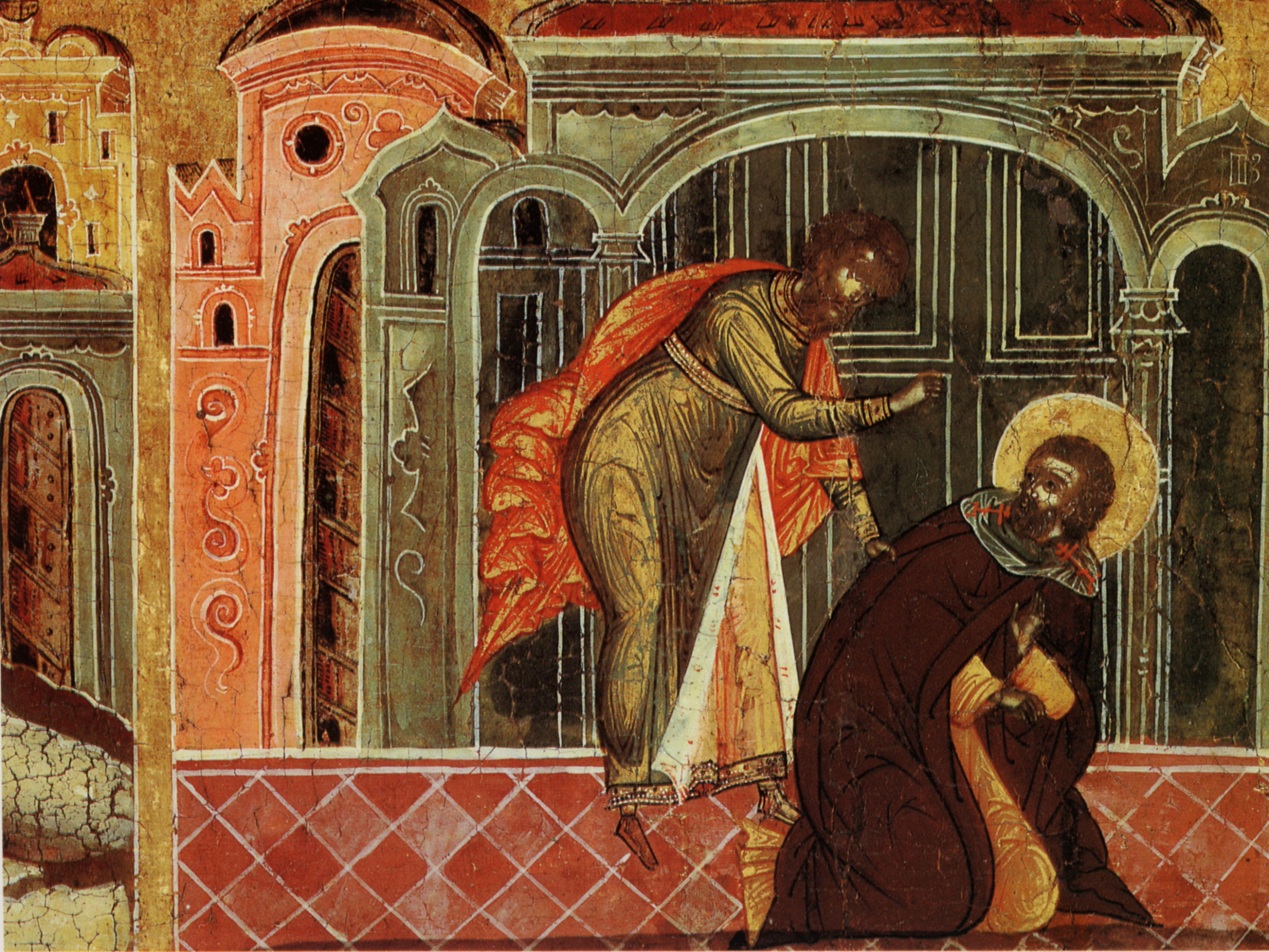
Малюта Скуратов убивает митрополита Филиппа, икона «Филипп Московский (с житием)», кон. XVII в.

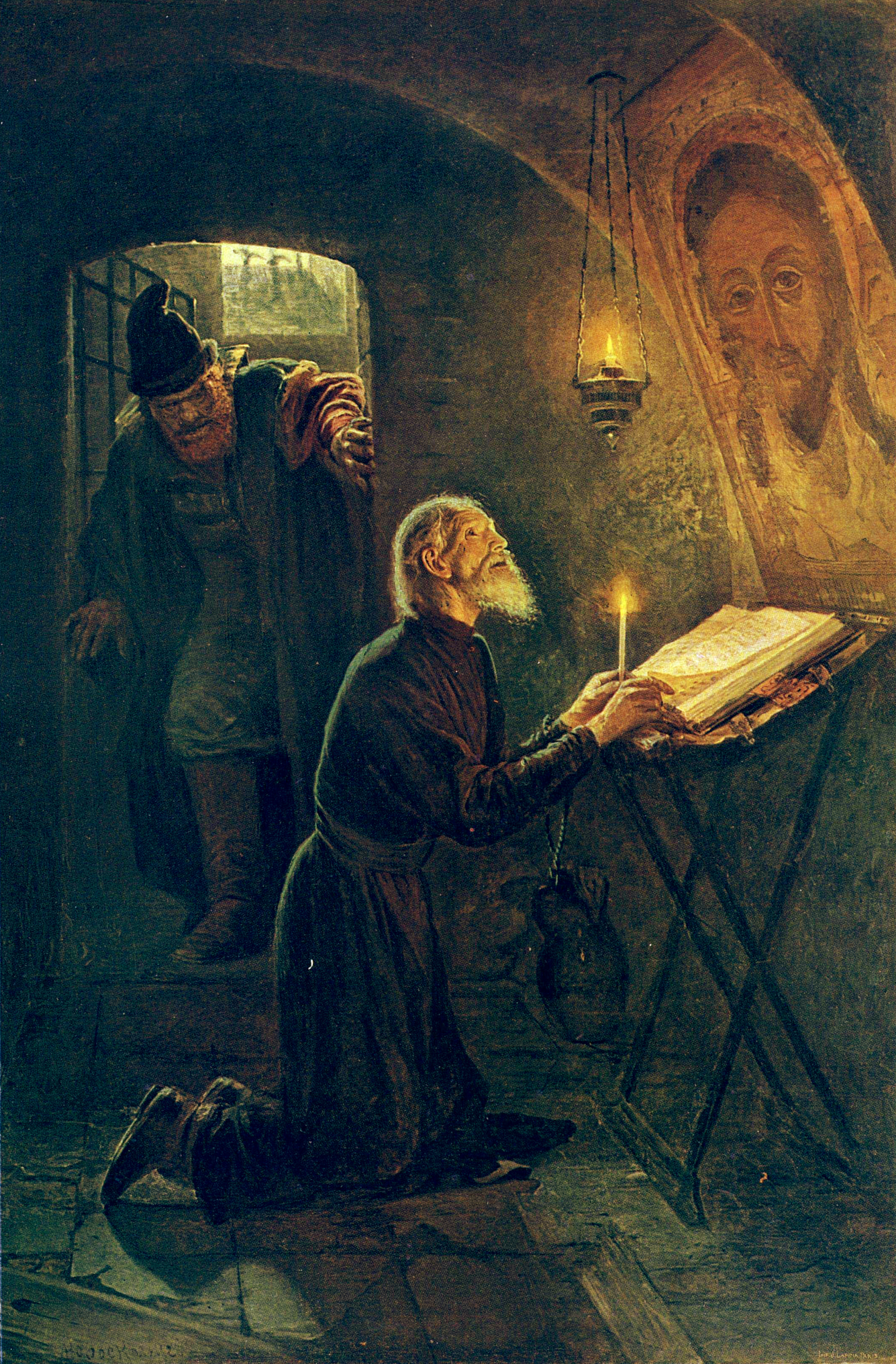
Александр Новоскольцев. «Последние минуты митрополита Филиппа». 1889

В 1568 году в тверской Отроч монастырь был сослан смещённый митрополит Московский и всея Руси Филипп, попавший в опалу Ивана Грозного за государственную измену. Годом позже царь проезжал через Тверь по дороге в Великий Новгород, и, остановившись в городе, просил у узника благословения, в чём Филипп Ивану Грозному отказал. После этого, согласно житию святителя Филиппа, Малюта Скуратов задушил узника подушкой. Версия убийства митрополита Московского и всея Руси святителя Филиппа Московского Малютой Скуратовым является традиционной в историографии, её поддерживают большинство отечественных историков и историографов XIX века таких, как Н. М. Карамзин, С. М. Соловьёв, Н. И. Костомаров, и современных — например Р. Г. Скрынников, а также богословов таких, как митрополит Макарий (Булгаков), А. В. Карташёв и дошедшие исторические свидетельства современников, таких как И. Таубе и Э. Крузе. Сторонники канонизации Ивана Грозного пытаются доказать необоснованность данной версии, но их мнение не находит поддержки.

## Малюта Скуратов и Волоколамская икона Божией Матери

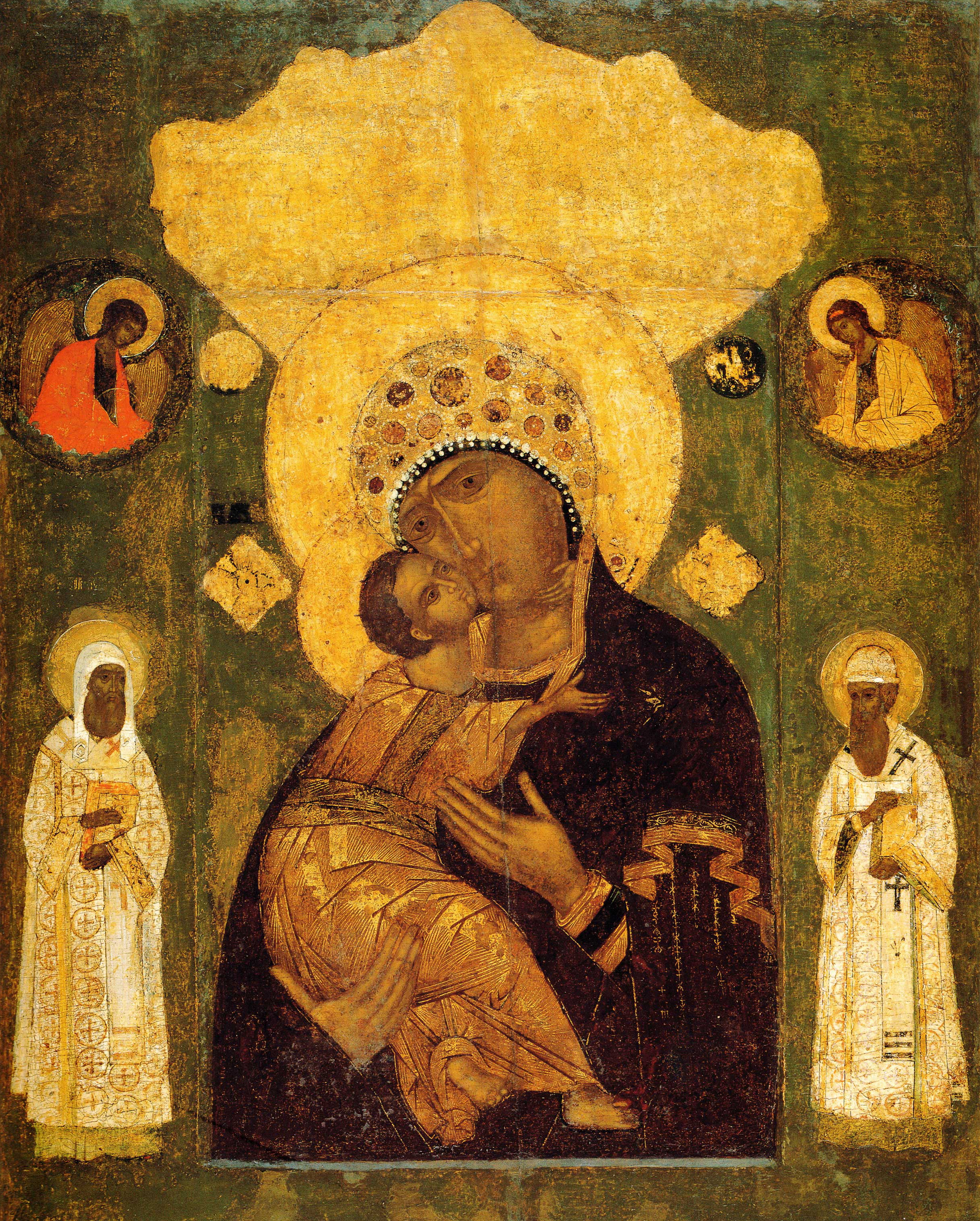
Волоколамская икона Божией Матери, 1572

В настоящее время принята версия, впервые высказанная кандидатом искусствоведения Валентиной Антоновой, в соответствии с которой Волоколамская икона Божией Матери (имеющий значительные иконографические отличия от оригинала список с почитаемого Русской православной церковью образа «Владимирской иконы Божией Матери», выполненного в Византии в XII веке) была исполнена в Москве в 1572 по заказу Малюты Скуратова для будущей надвратной церкви Успенского Иосифо-Волоколамского монастыря. Эта икона находится в коллекции Музея древнерусской культуры и искусства имени Андрея Рублёва и представлена в его постоянной экспозиции, располагающейся в церкви Михаила Архангела Спасо-Андроникова монастыря. Волоколамская икона Божией Матери на протяжении веков почитается верующими как чудотворная, день принесения её в монастырь стал общецерковным праздником (3 марта), верующие приходят к образу в поисках утешения, исцеления и вразумления.
Пожертвование иконы в 1572 году и другие вклады в монастырь Малюты Скуратова Валентина Антонова объясняла предчувствием отмены опричнины и страхом Малюты за собственную судьбу. Ещё одной причиной щедрых вкладов Малюты Антонова называет попытку опричника отмолить свои грехи перед Господом.

## Народная оценка и легенды
Решительность и жестокость, с которыми Малюта выполнял все поручения царя, вызывали гнев и осуждение в боярской среде и в Земстве. Некоторые факты его биографии обросли вымышленными легендами, в том числе об обнаруженном Иваном Грозным «отсутствии девства» у княжны Долгорукой и приказе царя немедленно утопить «юницу», что якобы и было беспрекословно выполнено Малютой. Образ послушного и бездушного исполнителя приказов царя нашел отражение в исторических песнях русского народа, на века сохранившего в своей памяти имя Малюты Скуратова.

## Образ Скуратова в искусстве

### В литературе
- Персонаж «Песнь про царя Ивана Васильевича, молодого опричника и удалого купца Калашникова» (1838) М. Ю. Лермонтова.
- Фигурирует в романе А. К. Толстого «Князь Серебряный» (1863), где его колоритный образ выведен на основе не столько исторических свидетельств, сколько народных преданий. Образ сына Малюты Максима целиком вымышлен автором.
- Один из ключевых персонажей пьесы А. Н. Островского и С. А. Гедеонова «Василиса Мелентьева» (1867).
- «За жестокое обращение с подчиненными приказчики и мальчишки прозвали его Малютой Скуратовым» — так описан старший приказчик Початкин в повести А. П. Чехова «Три года»[30].
- Фигурирует в историческом романе Н. Э. Гейнце «Малюта Скуратов» (1891), а также в нескольких других его произведениях, например, «Первый русский самодержец», «Судные дни Великого Новгорода».
- Выступает как эпизодический герой в романе Михаила Булгакова «Мастер и Маргарита» (1928—1940). На великом балу сатаны, где с жестокой иронией смешались в толпе гостей подлинные преступники и оклеветанные таланты, в своё время объявленные колдунами и чернокнижниками, на секунду появляется Малюта.

Ни Гай Кесарь Калигула, ни Мессалина уже не заинтересовали Маргариту, как не заинтересовал ни один из королей, герцогов, кавалеров, самоубийц, отравительниц, висельников и сводниц, тюремщиков и шулеров, палачей, доносчиков, изменников, безумцев, сыщиков, растлителей. Все их имена спутались в голове, лица слепились в одну громадную лепешку, и только одно сидело мучительно в памяти лицо, окаймлённое действительно огненной бородой, лицо Малюты Скуратова.

- Один из главных героев в романе-хронике К. С. Бадигина «Корсары Ивана Грозного» (1973).
- Фигурирует в качестве интригана в историческом романе В. А. Усова «Цари и скитальцы» (1988), посвященном войне Москвы с Крымским ханством в 1570-х гг. и становлению российской разведки.
- Фигурирует как «вампир Малюта Скуратофф» в серии книг Дмитрия Емеца о Тане Гроттер (2000-е годы).
- Ему посвящена повесть В. Г. Сорокина «День опричника» (2006).
- Присутствует в фэнтази-романе Екатерины Неволиной «Похитители древностей. Владыка времени» (2012), посвященном поискам библиотеки Ивана Грозного.
- Один из ключевых персонажей романа-трилогии В. И. Костылева «Иван Грозный» (1943—1947).
- Фигурирует в романе В. А. Иутина "Опричное царство" (2020).

### В кинематографе
- «Малюта Скуратов» — художественный фильм 1914 года[31].
- «Царь Иван Васильевич Грозный» — художественный фильм 1915 года. В роли Малюты Скуратова — Борис Сушкевич.
- «Крылья холопа» — художественный фильм 1926 года. В роли Малюты Скуратова — Иван Качалов.
- «Иван Грозный» — художественный фильм 1944 года, последний фильм кинорежиссёра Сергея Эйзенштейна. В роли Малюты Скуратова — Михаил Жаров.
- «Царь Иван Грозный» — художественный фильм 1991 года по мотивам повести А. К. Толстого «Князь Серебряный», режиссёр Геннадий Васильев. В роли Малюты Скуратова — Андрей Мартынов.
- «Гроза над Русью» — мини-сериал 1992 года по мотивам повести А. К. Толстого «Князь Серебряный», режиссёр Алексей Салтыков. В роли Малюты Скуратова — Виктор Степанов.
- «Царь» — художественный фильм 2009 года, режиссёр Павел Лунгин. В роли Малюты Скуратова — Юрий Кузнецов.
- «Иван Грозный» — 16-серийный телесериал 2009 года, режиссёр Андрей Эшпай. В роли Малюты Скуратова — Вячеслав Ковалёв.
- «Грозное время» — 4-серийный фильм 2010 года. В роли Малюты — Михаил Левченко.
- «Годунов» — телесериал 2018 года, режиссёр Алексей Андрианов. В роли Малюты Скуратова — Виктор Сухоруков.
- «Грозный» — 8-серийный телесериал 2020 года, режиссёр Алексей Андрианов. В роли Малюты Скуратова — Виктор Сухоруков.

### В музыке
- «Малюта Скуратов» — московский музыкальный коллектив, игравший с 1991 по 1999 гг.
- Является персонажем оперы Н. А. Римского-Корсакова «Царская невеста» (по одноимённой пьесе Льва Мея).
- Упоминается в песне Бориса Гребенщикова «Баста Раста»: «благодать в офшоры за криптовалюту, а зомби в мавзолее вызывают Малюту, пеплом сгоревших детей вызывают Малюту».
- Упоминается в песне Славы КПСС - «Могилам ll»: «Он думал, знает он про всех всё Но на нерест, как осётр, — Скуратов Малюта».
- Упоминается в песне Slim «Рассеется дым»: «Щас на бит навалю, убив его абсолютно Убив его холоднокровно, как Скуратов Малюта».

## Комментарии
1. ↑  Согласно Пискаревскому летописцу, опричнина была создана по совету «злых бояр» Алексея Басманова и Василия Юрьева. Им и князю Афанасию Вяземскому поручил Иван IV «перебор людишек» — изучение родословных и дружеских связей будущих опричников. Отсев был огромный: из 12 тысяч кандидатов в опричнину попало всего лишь 570 человек.
2. ↑  По некоторым источникам — Фёдор Ловчиков.
3. ↑  Текст песни времен Гражданской войны, в которой упоминается Малюта как символ жестокости белой власти: https://slova.org.ru/bednyy/provody/